# Elocutio
Elocutio (latin) är den del av retorikens delar, partes, där talaren klär saken i ord. Elocutio är alltså den språkliga utformningen av ett tal eller en text. Ordet elocutio kommer från latinets loqui, ’att tala’. Partesmodellen består av fem delar: inventio, dispositio, elocutio, memoria, och actio. Grunden av talet har lagts under inventio och dispositio, det vill säga talets innehåll har bestämts och även dess disposition, under elocutio handlar det om att välja stil och utsmycka sitt tal på ett sätt som passar den aktuella situationen. Man ska helt enkelt skriva färdigt talet eller texten.
Talaren bör ställa sig vissa frågor under elocutio-fasen: Hur vill jag att texten ska påverka? Vill jag vara roande? Vill jag spela på åhörarnas nyfikenhet? Vill jag väcka medkänsla? Svaren till dessa frågor hjälper talaren till hur han eller hon ska uttrycka sig. 
Elocutio associeras oftast med att finna ord för det som ska sägas, men för att göra talet uttrycksfullt så kan det även vara värt att ta hjälp av det som inte hör till språket såsom: gester, poser, tonfall och hjälpmedel.

## Stilnivåer
Inom retoriken talar man om tre olika stilnivåer från antikens lära. Stilnivåer kallas ibland även stilarter. Innan man börjar skriva talet bör man bestämma vilken typ av stilnivå talet ska ha. Nedan följer en förklaring av de olika stilnivåerna. 
- lågstil, Humilis,
- mellanstil, Mediocris,
- högstil, Sublimis,

### Lågstil, lat. Humilis
Dess formulering är oftast av talspråk, enkelt, ledigt och med en vardaglig prägel. Slang som exempelvis dialektala uttryck och svordomar förekommer ofta i lågstil.

### Mellanstil, lat. Mediocris
Uttrycken blir här mer formella än lågstilen dock inte högtidliga. Nyhetssändningar hör exempelvis till denna stilnivå.

### Högstil, lat. Sublimis
Kan ses som synonymt till högtidligt språk. Hit hör formella tal, lagtexter, prästpredikan.

## Språkbehandling
Talaren bör också, enligt den romerska vältalaren Cicero, se till de tre språkhandlingarna -  movere, docere och delectare, dvs. att röra, förklara och behaga.

### Docere
När talaren undervisar, upplyser eller argumenterar.

### Delectare
När talaren väcker sympati, roar, eller behagar. 

### Movere
När talaren rör och entusiasmerar sin publik.

## Stildygder
God retorik ska även uppfylla dessa fyra stildygder:

### Det korrekta språket, lat. Púritas
Renhet, att använda en korrekt språklig utformning. 

### Det klara språket, lat. Perspicuitas
Klarhet, att uttrycka sig på ett tydligt och klart sätt så att inte missförstånd uppstår.

### Det passande språket, lat. Decorum/aptum
Anpassning, att rätta sig efter publiken och situationen. Talarstilen bör vara lämplig för publiken och situationen, annars kan talet bli tråkigt eller i värsta fall kränkande. Man bör anpassa sig till de aktuella normerna och reglerna för att inte såra eller genera publiken.

### Det konstfulla språket, lat. Ornatus
Utsmyckning, att försköna språket. Här kan man använda sig av stilfigurer, såsom ornament och troper, för att öka talets eller textens tilltalelse. Ofta uttryckt som att klä din text i en språklig skrud.

## Läs mer
- Lennart Hellspong, Konsten att tala - Handbok i praktisk retorik, Studentlitteratur
- Janne Lindqvist Grinde, Klassisk retorik för vår tid, Studentlitteratur